# جورج سوندرز (لاعب كرة قدم)
جورج سوندرز (بالإنجليزية: George Saunders) (10 يونيو 1989 بلندن في المملكة المتحدة - ) هو لاعب كرة قدم بريطاني في مركز الوسط. لعب مع أمريكا دي كالي ويونيون ماغدالينا وفياريال سي ‏ ونادي إنفيغادو وPatriotas Boyacá ‏ وفورتاليزا الكولومبي ونادي إلدنس.

## وصلات خارجية
- جورج سوندرز (لاعب كرة قدم) على موقع قاعدة بيانات كرة القدم.إي يو (الإنجليزية)
- جورج سوندرز (لاعب كرة قدم) على موقع Soccerway.com (الإنجليزية)
- جورج سوندرز (لاعب كرة قدم) على موقع AS.com (الإسبانية)